# Городищенська сільська рада (Пінський район)
Городищенська сільська́ ра́да (біл. Гарадзішчанскі сельсавет) — адміністративно-територіальна одиниця у складі Пінського району Берестейської області Білорусі. Адміністративний центр — село Городище.

## Склад
Населені пункти, що підпорядковувалися сільській раді станом на 2009 рік:
| Населений пункт      | Тип    | Населення, осіб (2009) |
| -------------------- | ------ | ---------------------- |
| Вулька-Городищенська | село   | 273                    |
| Високе               | село   | 483                    |
| Городище             | селище | 785                    |
| Городище             | село   | 384                    |
| Гряди                | селище | 9                      |
| Заозер'я             | село   | 227                    |
| Клин                 | село   | 26                     |
| Кривичі              | село   | 15                     |
| Купятичі             | село   | 801                    |
| Почапово             | село   | 878                    |
| Сушицьк              | село   | 169                    |

## Населення
За переписом населення Білорусі 2009 року чисельність населення сільської ради становила 4050 осіб.

### Національність
Розподіл населення за рідною національністю за даними перепису 2009 року:
| Національність            | Осіб | Відсоток |
| ------------------------- | ---- | -------- |
| білоруси                  | 3827 | 94,49 %  |
| росіяни                   | 134  | 3,31 %   |
| українці                  | 74   | 1,83 %   |
| поляки                    | 6    | 0,15 %   |
| татари                    | 2    | 0,05 %   |
| азербайджанці             | 1    | 0,02 %   |
| литовці                   | 1    | 0,02 %   |
| молдовани                 | 1    | 0,02 %   |
| таджики                   | 1    | 0,02 %   |
| комі                      | 1    | 0,02 %   |
| італійці                  | 1    | 0,02 %   |
| національність не вказана | 1    | 0,02 %   |
| Разом                     | 4050 | 100 %    |